# Rečkov
Národní přírodní památka Rečkov byla vyhlášena 17. srpna 1949. Ministerstvem školství.
Tato chráněná lokalita se nachází ve Středočeském kraji, v okrese Mladá Boleslav. Území je součástí stejnojmenné evropsky významné lokality.  Jedná se o celou řadu mokřadních biotopů, zejména lužních lesů a slatinných luk, s výskytem vzácných chráněných druhů rostlin i živočichů, jako je popelivka sibiřská (Ligularia sibirica) a vrkoč bažinný (Vertigo moulinsiana). Zdejší vlhký ráz krajiny je dán zejména podložím, které velice efektivně vodu v krajině zadržuje. To umožnilo vznik několika rybníků, které byly ale v 19. stol vypuštěny a z jejich úrodných sedimentů se vyvinuly slatinné louky s chráněnými druhy rostlin.
Dnes je Rečkov zároveň součástí ochranného pásma vodního zdroje, protože na jeho území se nachází několik hlubinných vrtů, ze kterých se čerpá vysoce kvalitní pitná voda. Na území se také nachází několik menších pramenů, které mají údajně blahodárné účinky a jsou léčivé.

## Lokalita

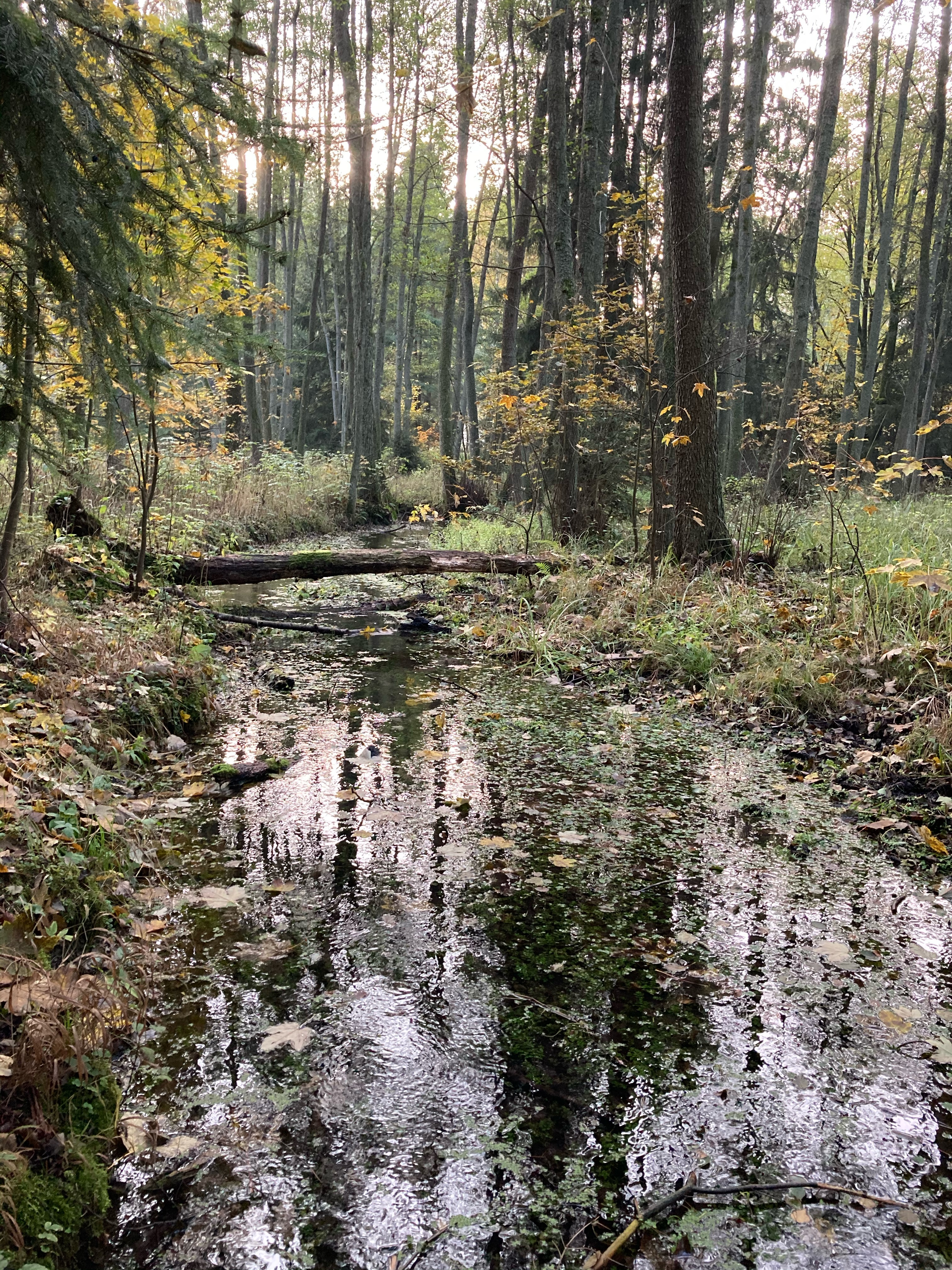
Potok Rokytka

Území se nachází ve Středočeském kraji, v okrese Mladá Boleslav, v okolí osady Velký Rečkov, na katastrálních územích obcí Malá Bělá a Nová Ves u Bakova. Převážná část se nachází v údolní nivě potoka Rokytky, který se zde větví a přirozeně meandruje. Jedná se o komplex mokřadních biotopů zahrnující lužní les, vodní ekosystémy a velmi cenné slatinné louky. Nadmořská výška území se pohybuje kolem 220 m.

## Historie
Dnešní chráněné území bylo dříve součástí rozsáhlého revíru Klokočka, který se roku 1622 stal majetkem Albrechta z Valdštejna. Většina revíru byla oplocena. Sloužila jako honitba a obora pro chov daňků, který zde probíhá i v dnešních dnech.
V 17. století se člen rodu Valdštejnů napil zdejšího pramene a zázračně se vyléčil ze dny. Od té doby se stala Klokočka vyhledávanou lázeňskou oblastí. U pramene byla zprvu vystavěna dřevěná kaplička, kterou později v 18. století nahradila zděná kaple zasvěcená sv. Stapinovi, ochránci proti dně.
Již dříve byly v části revíru zbudovány čtyři rybníky – Pecník (na potoce Rokytka), Kozinec, Rečkovský a Malobělský rybník (na potoce Bělá). V šedesátých letech 19. století byl ale největší z rybníků, rybník Rečkovský, vypuštěn v souvislosti s výstavbou železniční tratě Bakov nad Jizerou – Česká Lípa. Do konce století pak zanikly i zbylé rybníky. Úrodné sedimenty se později staly domovem řady vzácných rostlin, jako je popelivka sibiřská.
V srpnu roku 1949 bylo údolí rokytského potoka, právě i pro přítomnost vzácných druhů rostlin, vyhlášeno národní přírodní památkou Ministerstvem školství, věd a umění.
Na území NPP Rečkov byla v roce 1974 vystavěna Úpravna vody Rečkov s řadou hlubinných vrtů (sahajících od 50 do 160 m pod zem) a spolu s výstavbou skupinového vodovodu Mladá Boleslav společnosti Vodovody a kanalizace Mladá Boleslav. Místní podzemní voda se stala zdrojem pitné vody a dnes zásobuje vodou pro více než 100 000 obyvatel.
V roce 2010 se území legislativně podstatně rozšířilo z původních 3,45 ha na rozlohu 24,36 ha.

## Přírodní poměry

### Geologie a pedologie
Zdejší podloží je tvořeno sedimentárními horninami, zejména vápenitými pískovci, které vznikaly v období svrchní křídy, konkrétněji ve středním turonu. Geomorfologicky toto území spadá do severní části celku Jizerská tabule. Na těchto horninách se postupem času vytvořily další nánosy, které sem přinesl meandrující potok Rokytka. Údolí kolem Rokytky je tvořeno mokřadní nivou s mnoha prameny, slepými rameny a vrstvou slatinného a rašelinného materiálu. Díky velmi vlhkému charakteru oblasti se zde v půdním profilu vyvinuly zvodnělé saprické organozemě, gleje a fluvizemě.

### Hydrologie
Díky zdejšímu horninovému podloží je tato oblast velice hydrologicky zajímavou a významnou lokalitou. V období třetihor vlivem sopečné činnosti byly křídové sedimenty rozlámány na obrovské, různě orientované kry. Puklinami mezi nimi se od té doby nepřetržitě vsakuje dešťová voda. V momentě, kdy tato voda narazí na méně propustnou vrstvu hornin (tzv. izolátor – tvořený např. vápenato-železitými pískovci, jíly nebo opukami), již nemá možnost se hlouběji vsakovat a zůstává v propustných pískovcových vrstvách (tzv. kolektorech). Kolektor naplněný vodou se nazývá zvodeň. Zde voda nestojí, ale velmi pomalu proudí. Voda se při průchodu horninami efektivně přečišťuje a značně obohacuje o minerály.

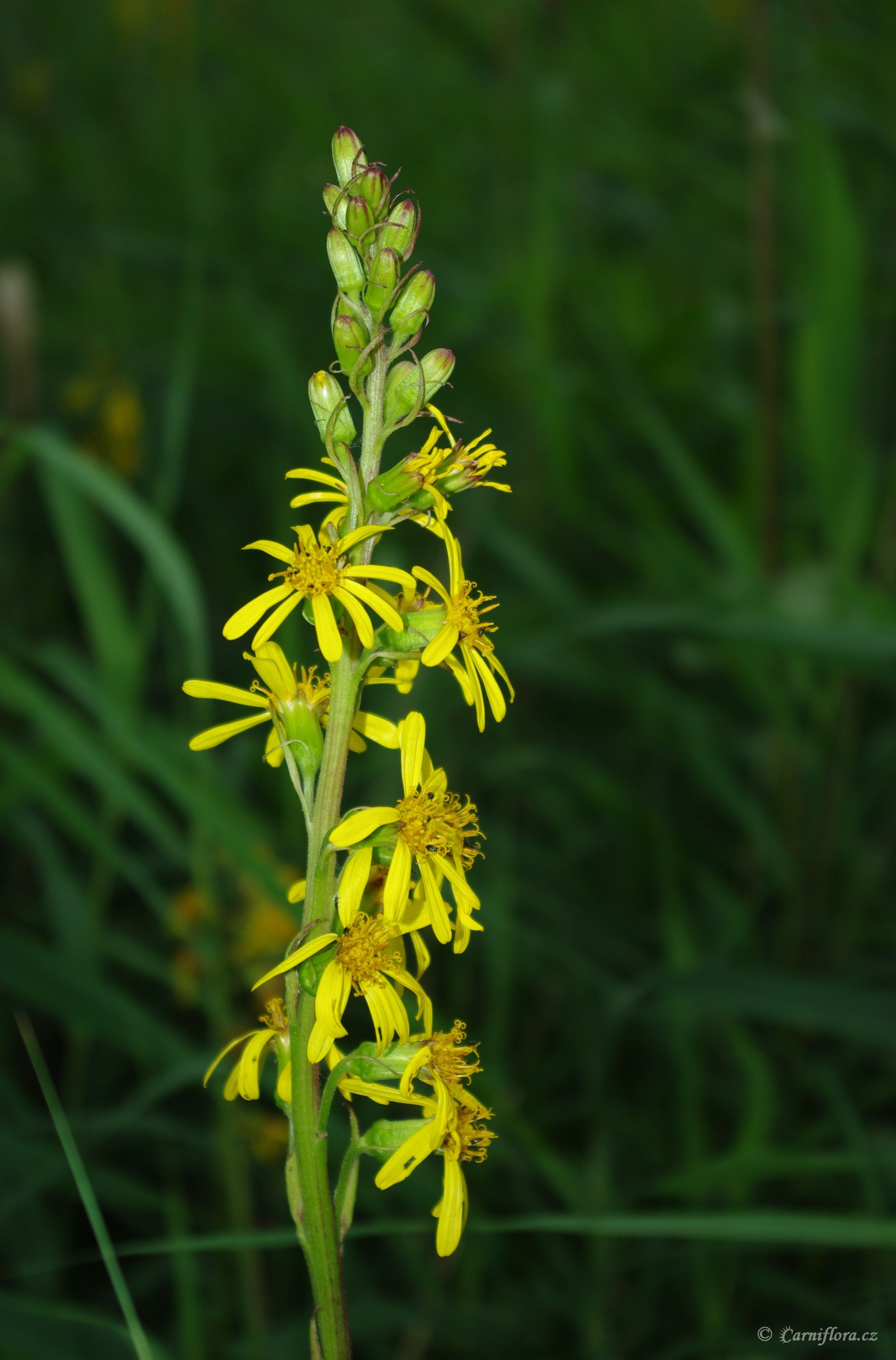
Popelivka sibiřská

### Fauna
Navzdory tomu, že má tato národní přírodní památka poměrně malou rozlohu, vyskytuje se zde poměrně velké množství druhů obratlovců i bezobratlých živočichů. Vzhledem k rázu zdejší krajiny zde převládají zejména mokřadní a vlhkomilné druhy. Patří mezi ně chráněný Vrkoč bažinný (Vertigo moulinsiana). Jedná se o druh drobného plže, který je v celé Evropě na ústupu. Zdejší prostředí je pro něj velice vyhovující, proto zde přežívá poměrně silná populace. Kromě tohoto velmi vzácného druhu se zde vyskytuje i velké množství ptáků, mimo jiné například čížek lesní (Spinus spinus), konipas horský (Motacilla cinerea), chřástal vodní (Rallus aquaticus), cvrčilka říční (Locustella fluviatilis) a celá řada druhů sýkor (Parus). Z dalších druhů stojí za zmínku ještě slíďáci (Lycosa) a plachetnatky (Linyphia).

### Flóra
Přes polovinu rozlohy tohoto území zaujímají mokřadní olšiny (Carici acutiformis – alnetum) s podrostem ostřic (Carex) a rákosí. Podél Rokytky lze nejčastěji najít potočnici zkříženou (Nasturcium x sterile), potočníka vzpřímeného (Berula erecta) a řeřišnici hořkou (Cardamine amara). Luční oblasti zde osidlují zejména druhy ostřic, zejména pak ostřice trsnatá (Carex caespitosa), ostřice latnatá (Carex paniculata) a tužebník jilmový (Filipnedula ulmaria). Slatiniště jsou porostlá rovněž vzácnými orchidejemi a dalšími druhy rostlin, jako jsou kruštík bahenní (Epipactis palustris), sítina slatinná (Juncus subnodulosus), tolije bahenní (Parnassia palustris), prstnatec májový (Dactylorhiza majalis) a rosnatka okrouhlolistá (Drosera rotundifolia). Nejcennějším druhem zdejší lokality je přísně chráněná popelivka sibiřská (Ligularia sibirica), která se spolu s vrkočem řadí mezi tzv. glaciální relikty (pozůstatky doby ledové).

## Ochrana
Důvodem ochrany jsou slatinné a bezkolencové louky a přirozené mokřadní olšiny tvořící biotop vzácných a ohrožených druhů rostlin a živočichů, včetně populací popelivky sibiřské a vrkoče bažinného.
Místní slatinné biotopy jsou v současné době nejvíce ohroženy šířením rákosu a nálety olší, z tohoto důvodu jsou pravidelně koseny v různém časovém období. Sečení je ale poměrně problematická záležitost, protože zde dochází ke střetu zájmů. Ve snaze potlačit rákos a podporovat slatinné druhy je ideální louky kosit v období července, ale to může mít negativní vliv na populaci popelivky. Na druhou stranu pro vrkoče by bylo nejlepší, kdyby ke kosení nedocházelo vůbec. To by však znamenalo ztrátu slatinné louky s popelivkou. Kosení tedy probíhá na konci léta mozaikovitou formou, což znamená, že se seče jenom určitá část území a část porostu zůstává nedotčena. Následující rok sečení probíhá opačně. Posečená hmota se nechává několik dnů ležet, aby z ní mohl vrkoč vylézt. Tento způsob podporuje i další duhy organismů nejenom hlavní předmět ochrany.

## Turismus
V roce 2010 byla po obvodu této chráněné oblasti zbudována okružní naučná stezka Klokočským lesem za hrou, vodou a ptačím zpěvem. Tato 4 km dlouhá naučná stezka začíná i končí u objektu Úpravny vody Klokočka. Celkem nabízí 10 zastavení, na kterých jsou informační panely, které veřejnost seznamují s touto národní přírodní památkou, významem vody v krajině, nutností ochrany vody a s místními chráněnými druhy. Trasa vede kolem hlubinných vrtů, památníku osvobození a kaple sv. Stapina. Stezka je autem dostupná a sjízdná i s kočárkem.

## Galerie

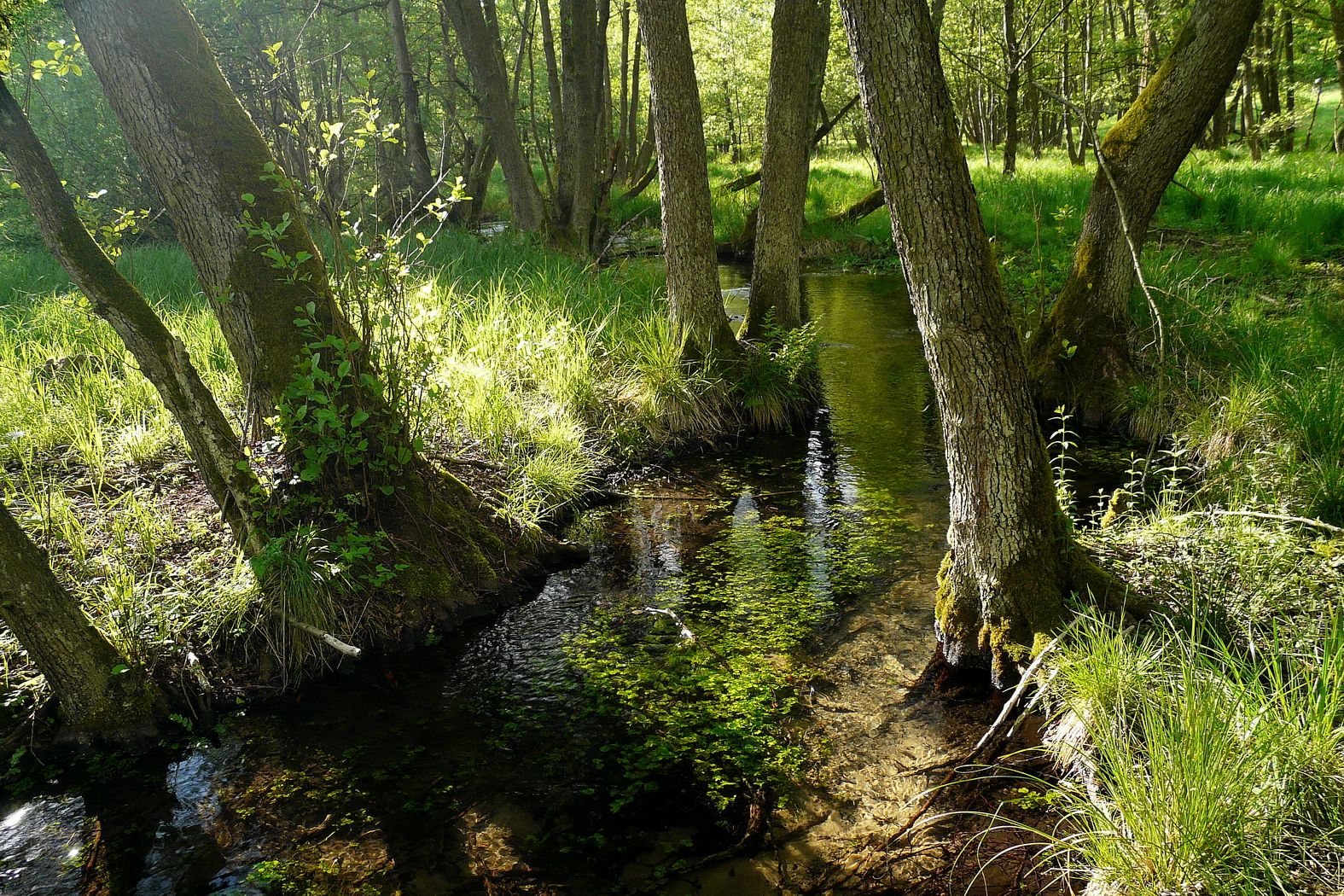
Rokytka u Velkého Rečkova
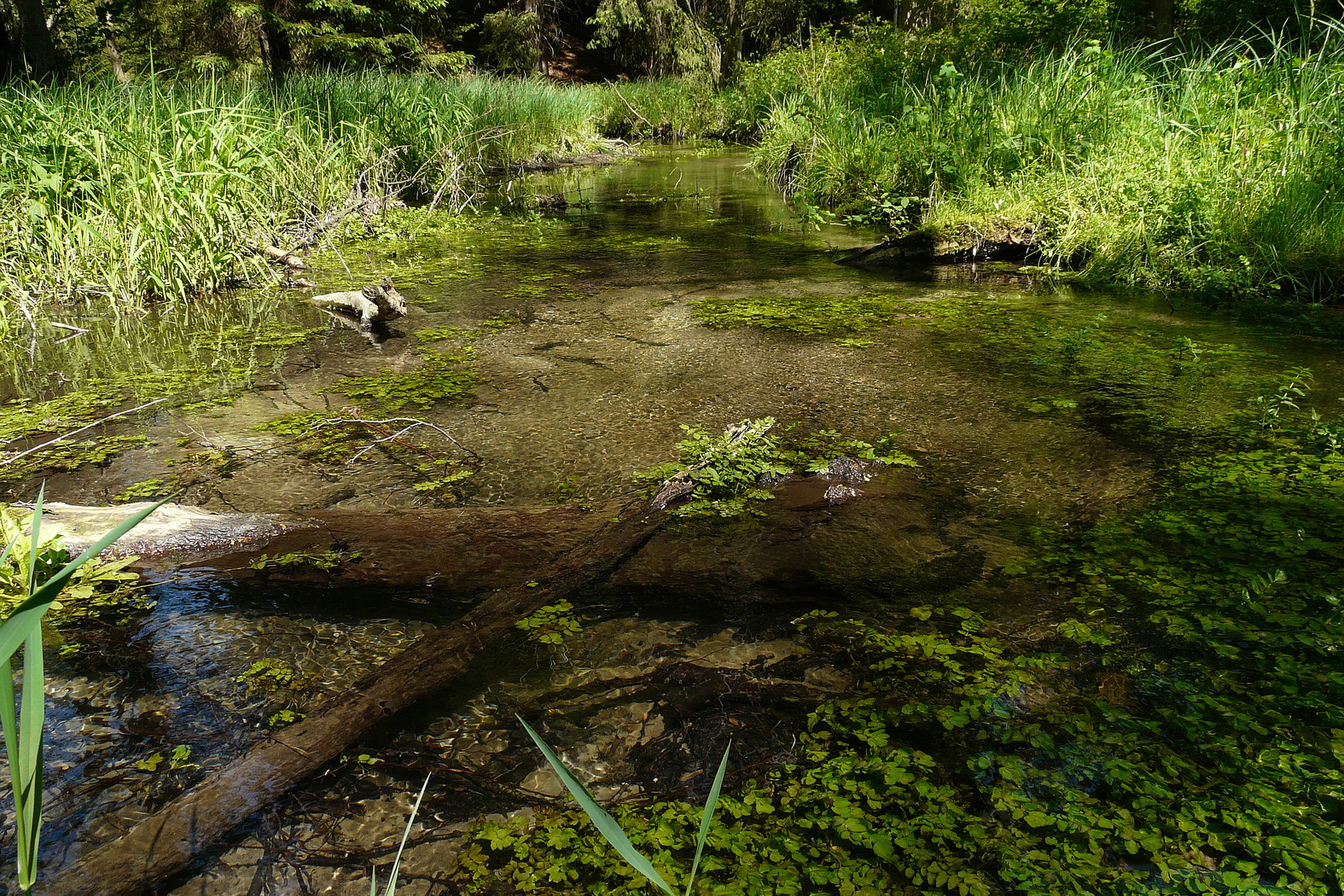
Rokytka v NPP Rečkov
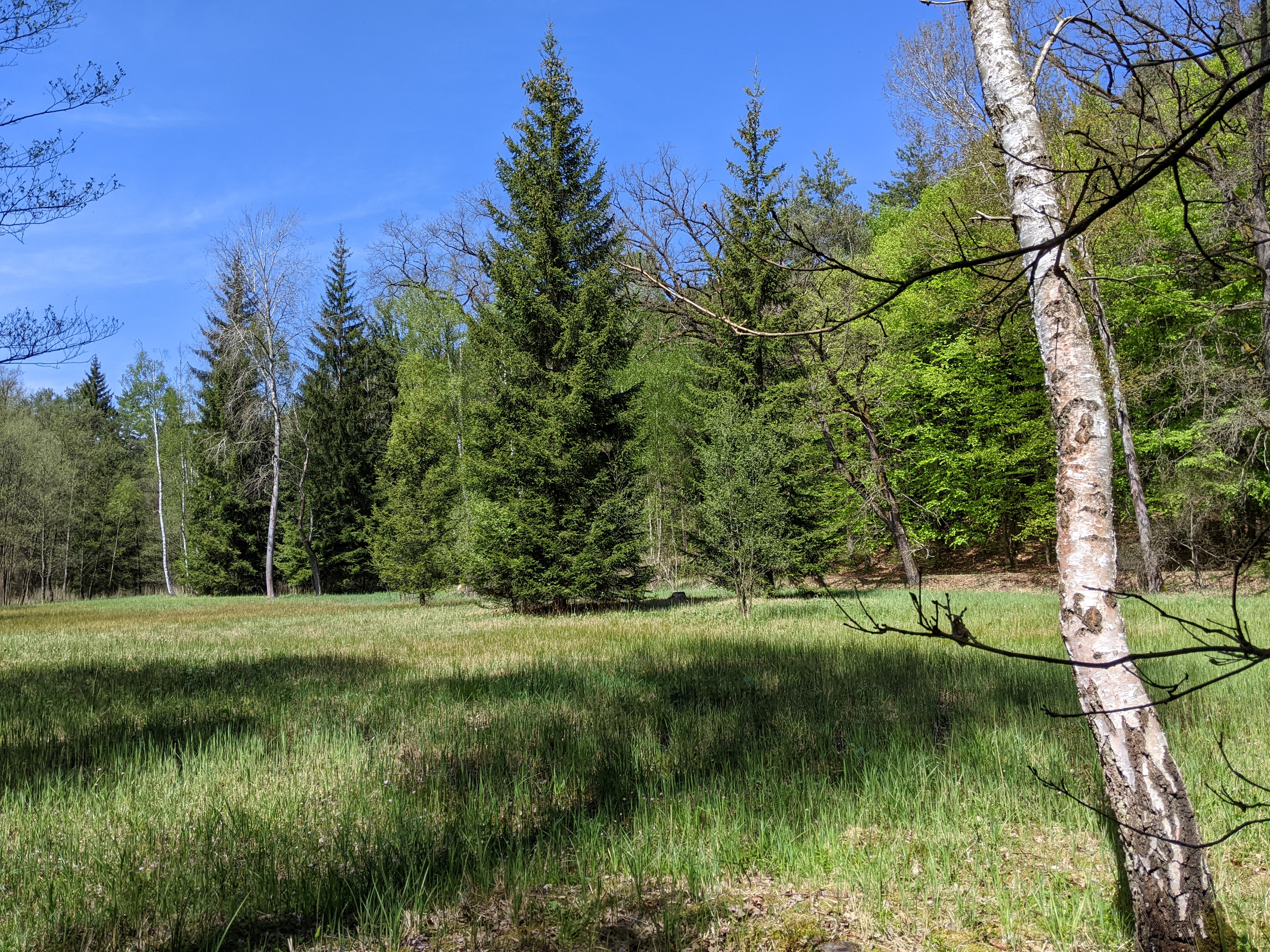
zamokřený palouk
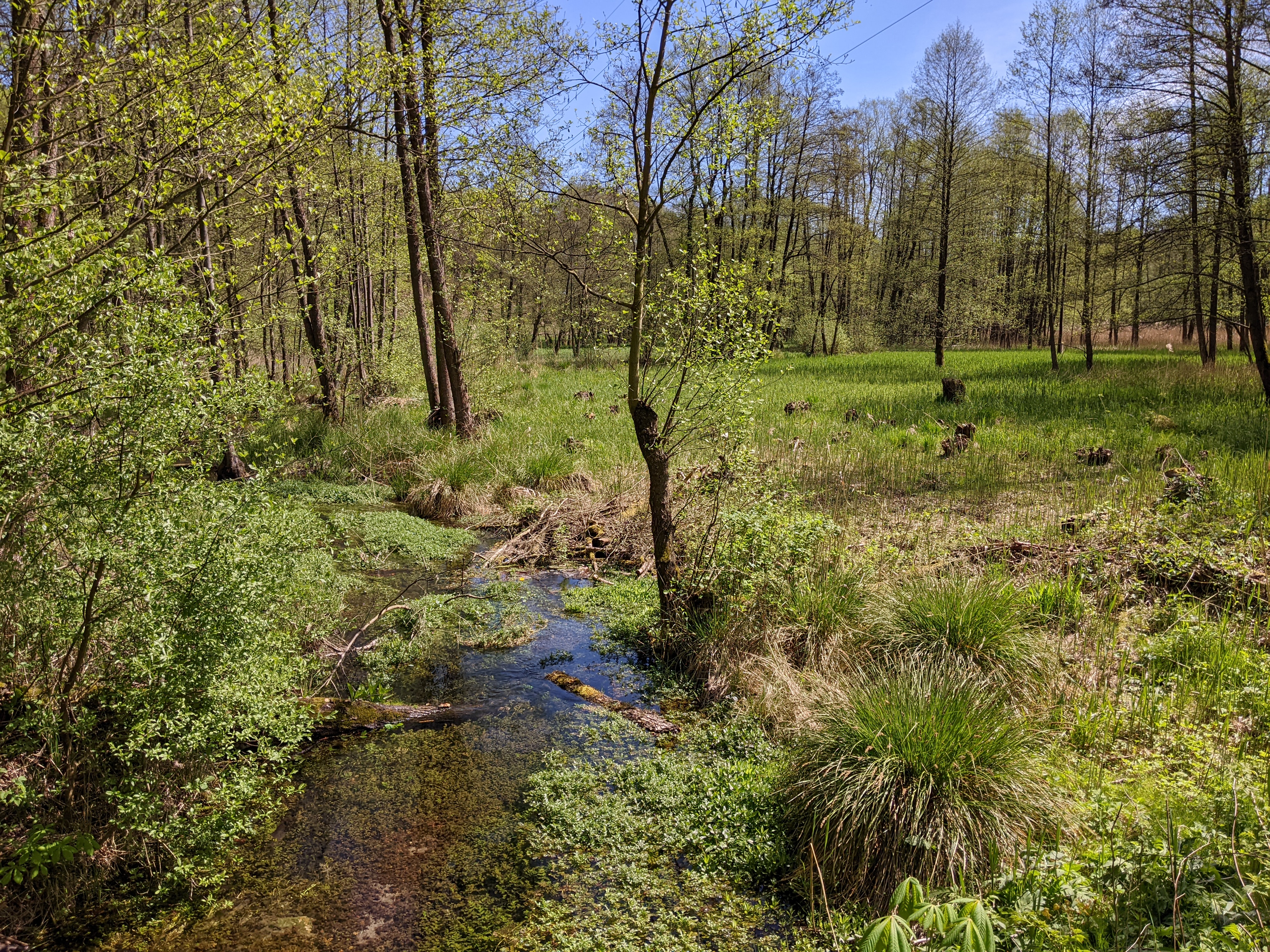
oblast potoční nivy
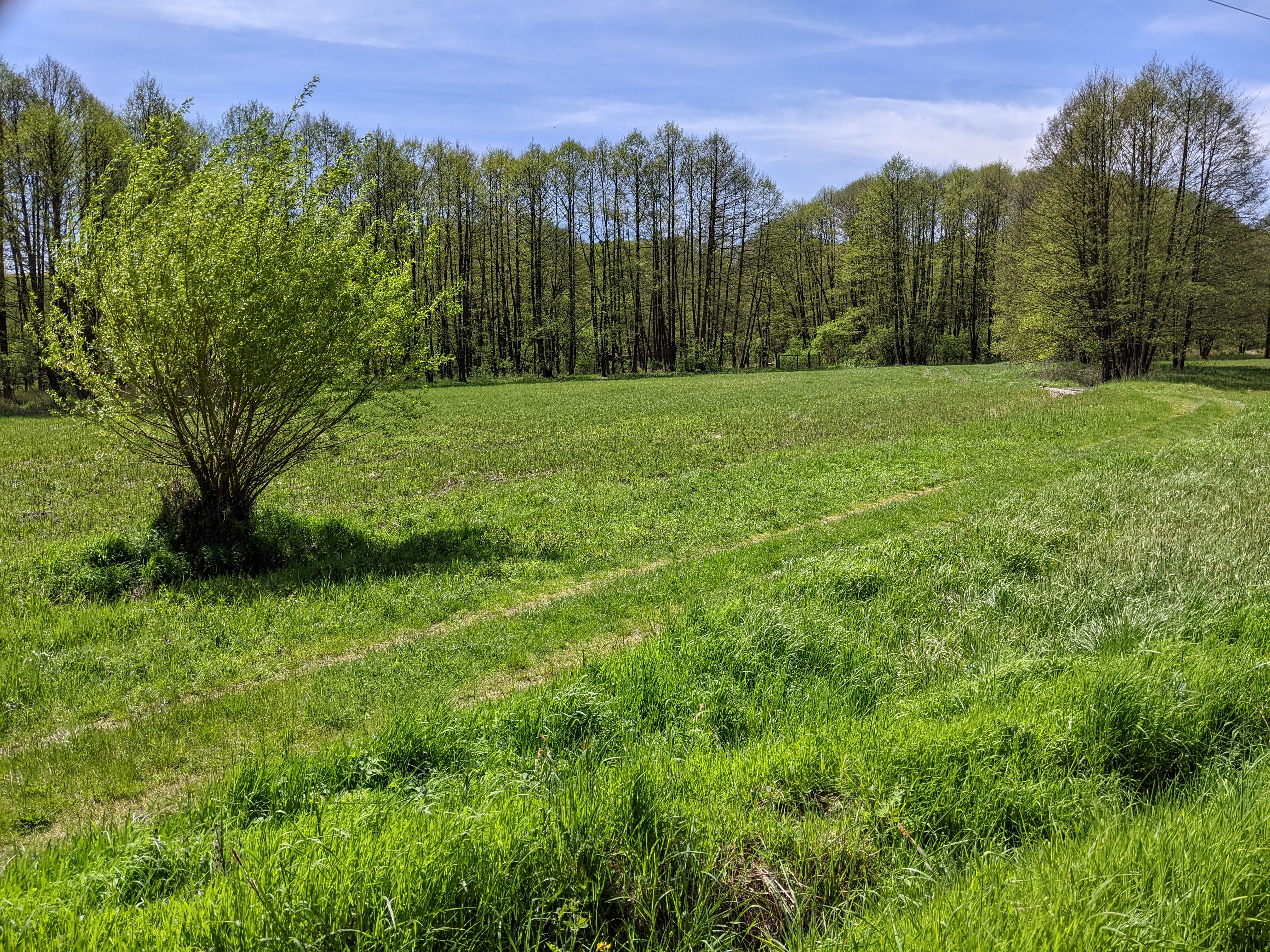
louka v jihovýchodní části NPP